# Горнокнязевськ
Го́рнокня́зевськ (рос. Горнокнязевск) — селище у складі Приуральського району Ямало-Ненецького автономного округу Тюменської області, Росія. Входить до складу Аксарківського сільського поселення.
Населення — 118 осіб (2010, 108 у 2002).
Національний склад станом на 2002 рік: ханти — 87 %.